# 第九〇一海軍航空隊
第九〇一海軍航空隊（だい901かいぐんこうくうたい）は、日本海軍の部隊の一つ。太平洋戦争中の1943年に、シーレーン防衛専門の航空部隊として編成された。太平洋戦争の終盤に本土と南方を結ぶ航路の防衛を担当し、戦線の縮小に合わせて内南洋航路・南シナ海航路・日本海航路と常に海上メインルートの護衛を担当したほか、沖縄戦に際しては本土および台湾からの艦船攻撃の一翼を担った。

## 概要
1943年（昭和18年）12月15日に編成された。海上護衛総司令部の直轄部隊として、日本のシーレーン防衛を主任務とする護衛専門の航空部隊であった。その担当範囲は、日本近海から東シナ海、南シナ海に及び、船団護衛、対潜哨戒、索敵、対水上攻撃など、多岐にわたる任務に従事した。
部隊は、旧式化した九六式陸上攻撃機や航続距離の長い二式飛行艇を哨戒任務に投入する一方、戦争後期には磁気探知機や電波探知機（レーダー）を搭載した最新鋭の対潜哨戒機東海（一一型）も配備された。しかし、慢性的な機材と搭乗員の不足、および連合国軍の航空優勢下での活動という困難な状況に常に直面していた。

## 沿革
海上護衛総司令部隷下の護衛専門航空部隊である900番台の航空隊として最初に編成された。当初は千島列島の船団護衛・対潜掃蕩のため、千歳飛行場を基地とする予定で編成された。しかし、マーシャル諸島への敵機動部隊による攻撃が活発化したことから、マリアナ諸島を最前線基地とすべく、輸送船団の増強が図られた。この船団を護衛するため、急遽南方航路に振り向けられた。末期には艦船攻撃の支援にも投入された。最終的には、小松飛行場・美保飛行場をはじめとする日本海沿岸基地に分散し、小型偵察機を主力とする偵察隊に変貌して終戦を迎えた。
- 1943年（昭和18年）12月18日 千歳空を原隊とし、館山で開隊。海上護衛総司令部隷下（陸上攻撃機24飛行艇12）。
- 1944年（昭和19年）
  - 1月5日 大村（陸攻6）・小禄（陸攻6）・東港（飛行艇3）に進出。以後、2月中にマニラ（陸攻6）・硫黄島（陸攻6）・サイパン島（飛行艇2）に進出。各隊は漸次増強。
  - 3月6日 松輸送の松二号船団を6機で護衛。
  - 3月10日 陸攻48・飛行艇32に増強。
  - 3月19日 サイパン派遣隊、第二海上護衛隊指揮下に入る。
  - 4月18日 東松四号船団護衛中に対潜攻撃。ガジョン(USS Gudgeon, SS-211)を撃沈したとみられる。以後、横須賀－硫黄島－サイパンの松船団航路の護衛・対潜掃蕩に従事。
  - 6月15日 硫黄島空襲。派遣隊の陸攻7機喪失。
  - 年6月27日 ダバオ（飛行艇4）に進出。
  - 7月8日 サイパン島陥落。地上戦で派遣隊員玉砕。これにより松船団航路廃止・第二海上護衛隊解散。
  - 8月30日 本隊、東港に進出。以後、ルソン海峡・南シナ海航路の護衛・対潜掃蕩に従事。
- 1945年（昭和20年）
  - 1月1日 第二五四海軍航空隊（海南島）・第九五三海軍航空隊（東港）・第九五四海軍航空隊（マニラ）を統合。
  - 1月6日 リンガエン湾の敵船団を攻撃。戦果なし。以後、フィリピン航路から撤退。
  - 1月12日 仏印沿岸に敵機動部隊来襲、ヒ86船団壊滅。護衛戦闘機1機喪失。以後、海南島以北の船団護衛・対潜掃蕩・防空に従事。
  - 1月16日 海南島に敵機動部隊来襲、迎撃戦闘機3機喪失。この頃、哨戒機東海配備。
- 3月1日 第一護衛艦隊新編。隷下に入る。定数改定：陸攻24・飛行艇12・水偵64・哨戒機40・戦闘機48
  - 3月20日頃 護衛航空隊に天号作戦準備発令。2個攻撃隊編成。
  - 4月 海南島より上海に撤退。
  - 4月5日 第五航空艦隊指揮下に移る。以後、沖縄方面の航空作戦に従事。
  - 5月15日 海上護衛総司令部直卒に転籍。司令部を鎮海に後退。以後、日本海・黄海航路の船団護衛・対潜掃蕩に従事（日号作戦）。
  - 6月28日 沖縄陥落。沖縄方面の航空作戦を終了。
  - 6月30日 編成変更、陸攻・飛行艇を全廃し、東海・水上偵察機を主力とする。
  - 7月1日 決号作戦準備発令。夜間索敵・照明弾投下訓練開始。
  - 7月17日 夜間索敵・照明弾投下要員および機体を第五航空艦隊に供出。
  - 8月8日 戦闘機隊を筑波海軍航空隊に供出。
  - 9月15日 敗戦をもって武装解除・解隊。

## 主力機種
- 九六式陸上攻撃機：編成当初の主力機
- 九七式飛行艇：編成当初の主力機。
  - 若干ながら一式陸上攻撃機・二式飛行艇の編入・供給も受けている。また、編入部隊から天山や九七式艦上攻撃機も編入されている。
- 零式艦上戦闘機：編入した二五四空の主力機。
- 東海：末期の主力機。
- 零式三座水上偵察機
- 九四式水上偵察機

## 歴代司令
- 上出俊二：昭和18年12月15日 -
- 堀内茂忠 少将：昭和20年1月1日 - 昭和20年9月15日解隊